# Mladi forum Socialnih demokratov
Mladi forum Socialnih demokratov, pogosto le Mladi forum, (kratica MF) je slovenska mladinska politična organizacija, ki deluje kot podmladek stranke Socialni demokrati (SD). Ustanovljena je bila 3. marca 1990. Gre za eno najstarejših demokratičnih političnih organizacij mladih v samostojni Sloveniji. Organizacija v svojem delovanju združuje mlade v starosti od 15 do 32 let. Podmladek deluje v obliki avtonomnih lokalnih odborov, ki so zastopani v vseh slovenskih regijah. Mladi forum je ustanovni član Mladinskega sveta Slovenije in je pridružen družini Mladih evropskih socialistov (YES) ter Mednarodni zvezi socialistične mladine (IUSY).

## Organizacija

#### Predsedniki
|     | Predsednik        | Mandat       |
| --- | ----------------- | ------------ |
| 1.  | Borut Pahor       | 1990–1992    |
| 2.  | Danilo Tomšič     | 1992–1996    |
| 3.  | Ivi Žlogar Olenik | 1996–1998    |
| 4.  | Lojze Pečan       | 1998         |
| 5.  | Jernej Brvar      | 1998 (v. d.) |
| 6.  | Sebastjan Jeretič | 1998–1999    |
| 7.  | Žiga Čebulj       | 1999 (v. d.) |
| 8.  | Aljuš Pertinač    | 1999–2001    |
| 9.  | Luka Juri         | 2001–2003    |
| 10. | Dejan Levanič     | 2003–2007    |
| 11. | Marko Baruca      | 2007–2009    |
| 12. | Marko Kastelic    | 2009–2012    |
| 13. | Jan Škoberne      | 2012–2016    |
| 14. | Žiga Štajnbaher   | 2016–2017    |
| 15. | Andrej Omerzel    | 2017–2019    |
| 16. | Luka Goršek       | 2019–2024    |
| 17. | Miha Kovačič      | 2024–danes   |

#### Regijska in lokalna razdelitev
Mladi forum SD je organiziran v 61 lokalnih klubov, ki so razdeljeni v 14 regij.
|     | Regijska enota            | Število lokalnih klubov |
| --- | ------------------------- | ----------------------- |
| 1.  | Istra                     | 5                       |
| 2.  | Severna Primorska         | 6                       |
| 3.  | Notranjska                | 2                       |
| 4.  | Osrednjeslovenska         | 6                       |
| 5.  | Gorenjska                 | 5                       |
| 6.  | Dolenjska in Bela krajina | 5                       |
| 7.  | Zasavje                   | 3                       |
| 8.  | Posavje                   | 1                       |
| 9.  | Celjska                   | 8                       |
| 10. | Savinjsko-Šaleška         | 1                       |
| 11. | Koroška                   | 4                       |
| 12. | Zgornje Podravje          | 3                       |
| 13. | Spodnje Podravje          | 7                       |
| 14. | Pomurje                   | 5                       |